# Лондон Айриш
«Лондон Айриш» (англ. London Irish, «Ирландцы Лондона») — английский регбийный клуб, выступающий в Премьер-лиге. Тренировки первой команды, домашние игры молодёжного состава и команд академии проходят в городе Санбери, графство Суррей. Там же располагаются административные квартиры клуба. Тем не менее, официальные встречи основной состав проводит на стадионе «Брентфорд Коммьюнити» в Брентфорде (боро Хаунслоу, Большой Лондон). Традиционные цвета команды — зелёный и белый. Талисман клуба — ирландский волкодав по имени Диггер.
Клуб сформирован в 1898 году как союз молодых ирландских регбистов Лондона (вслед за «валлийским» «Лондон Уэлш» и «шотландским» «Лондон Скоттиш»), но сейчас в нём выступают спортсмены совершенно разного происхождения. Несмотря на долгий период непрерывных выступлений в Премьер-лиге (с 1996 по 2016 годы), высший дивизион «Изгнанники» ни разу не выигрывали. В 2009 году команда впервые сумела попасть в финальный матч плей-офф, но уступила «Лестер Тайгерс» со счётом 9:10. В 2016 году «Лондон Айриш» покинули Премьер-лигу, но сразу же сумели попасть обратно, заняв первое место в Чемпионшипе. Единственный трофей команды в профессиональную эпоху — Англо-валлийский кубок 2002 года.

## История
Во времена Первой мировой войны и войны за независимость Ирландии «кельтская» линия клуба впервые была подорвана. Вплоть до 1923 года команда не могла свободно приглашать игроков из-за Ирландского моря.
К концу 1920-х клуб имел в активе первого воспитанника, задействованного в международных матчах. Им стал С. Дж. Кэгни, представивший сборную Ирландии в 13-ти встречах. В 1931 году команда обрела домашнюю арену — стадион «Авеню» в Санбери. Матч-открытие прошёл 5 декабря, соперником «Айриш» был столичный клуб «Лондон Уэлш». Итог встречи — 8-8, ничья. Несмотря на то, что до 2020 года команда принимала гостей на стадионе «Мадейски», а затем — на «Брентфорд Коммьюнити», «Авеню» всё ещё остаётся знаковым местом для болельщиков.
50-е годы XX века отмечены как успехами, так и неудачами «Айриш». К примеру, в сезоне 1959/60 коллектив потерпел поражение лишь дважды. Многие регбисты сборной Ирландии, среди которых Энди Маллигэн, Шон Макдермотт, Майк Гибсон, Тони О’Рэйли, Олли Уолдрон, представляли лондонскую команду.
Усиление конкуренции в регби на рубеже седьмого и восьмого десятилетий XX века привело к интенсификации тренировок и улучшению качества игры. Знаменитые Ник Хегарти, Мик Моллой, Барри Бресниэн, а также великий отыгрывающий Кен Кеннеди внесли вклад в развитие клуба, ставшего в то время одним из законодателей мод в Англии. В сезоне 1976/77 «Айриш» финишировал первым в лондонском дивизионе, одержав шесть побед в семи матчах. Команда совершила туры по Франции и Южной Африке.
Восьмидесятые вновь скорректировали программы подготовки регбистов. Большая нагрузка не позволяла спортсменам выступать на одинаково качественном уровне. В плане популярности клуб, наоборот, процветал. В сезоне 1990/91 игроки вышли в первый дивизион, а в составе числились новые игроки сборной Ирландии: Саймон Джогигэн, Джим Стэйплс, Дэвид Кёртис и Роб Сандерс, в возрасте 22 лет ставший самым молодым капитаном ирландцев в истории.
В начале 1990-х руководство многих клубов осознало, что участие в высших лигах страны отнюдь не дёшево. Убытки росли, и только деятельность спонсоров помогла команде выжить. Финансовые трудности в течение долгого времени мешали коллективу достигать успеха. Приглашение нескольких высококвалифицированных тренеров — едва ли не главное достижение конца века для лондонцев. Объединив усилия с клубами «Лондон Скоттиш» и «Ричмонд», «Айриш» создали компанию для поддержки первой команды, которая выступает ныне в английской Премьер-лиге. Тогда же был создан любительский «Лондон Айриш Эмэйчер». Первый и на данный момент единственный трофей был добыт в 2002 году: регбисты завоевали кубок Пауэрджен, одолев в финале «Нортгемптон Сэйнтс».
Клубу принадлежит развивающаяся академия, воспитавшая, в числе прочих, Ника Кеннеди и Делона Эрмитэйджа.

### Достижения
Премьер-лига
- Финалист: 2009

Европейский кубок вызова
- Финалист: 2006

Англо-валлийский кубок
- Победитель: 2002
- Финалист: 1980, 2022

Чемпионшип
- Победитель: 2017, 2019

## Стадион

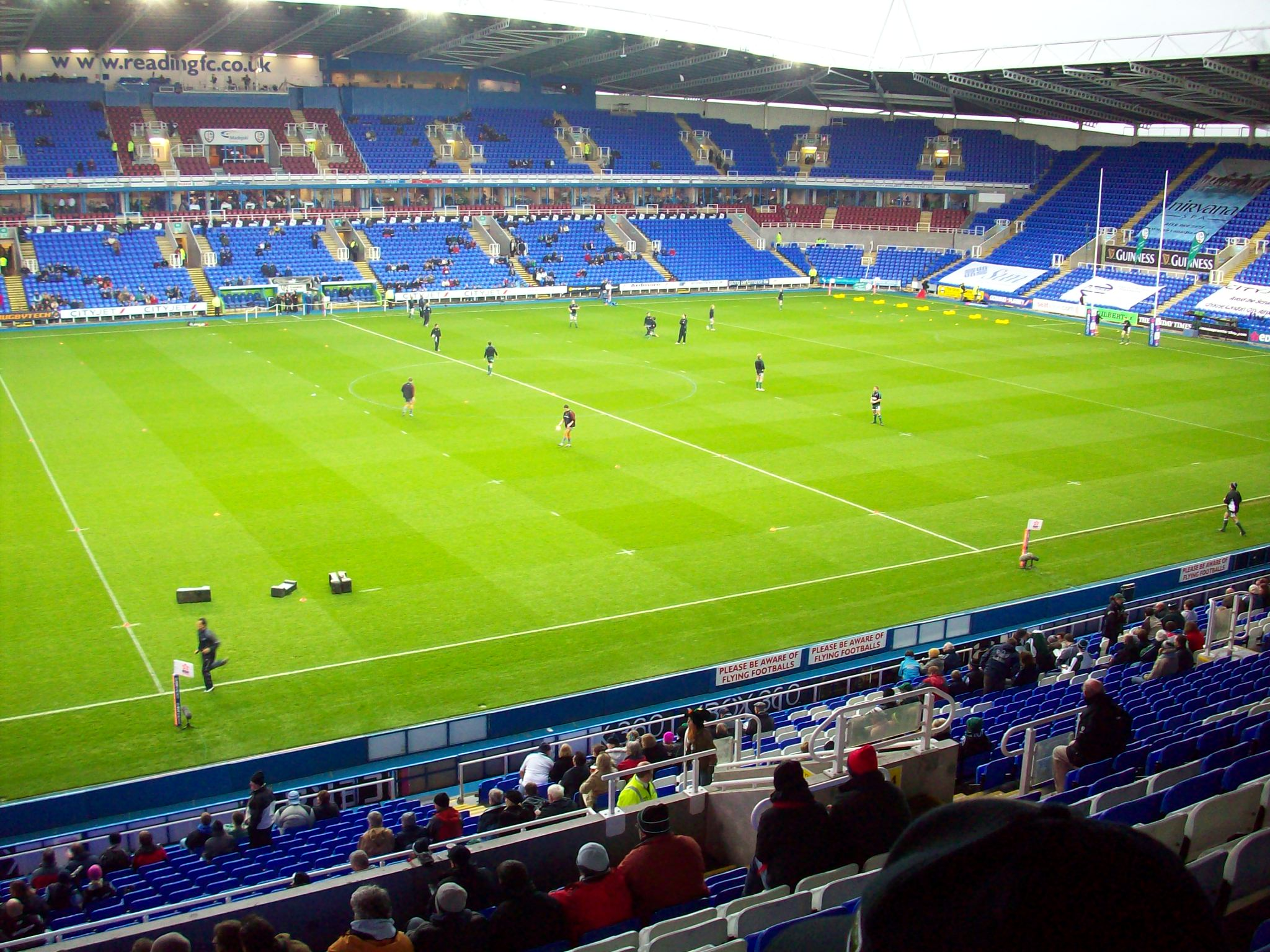
Стадион команды «Лондон Айриш» в 2008 году

С 1931 до 1999 года клуб выступал на 6-тысячном стадионе «Авеню» в городке Санбери-он-Темз. С 2000 года «ирландцы» принимают своих гостей на стадионе «Мадейски», открытом в августе 1998 года. Домашняя команда — футбольный клуб «Рединг», «Айриш» выступает в роли арендатора. Арена вмещает 24 161 зрителей, все места сидячие. Вылет «Рединга» из элитного дивизиона сделал перспективы расширения стадиона туманными.
Наибольшая посещаемость на матче «Айриш» зафиксирована в сезоне 2007/08 во время матча с «Лондон Уоспс». За встречей наблюдали 23 790 человек. Показатель стал рекордным для чемпионата Англии по регби, и держался до декабря 2008-го, когда «Харлекинс» и «Лестер Тайгерс» собрали на стадионе «Твикенэм» около 50 тысяч болельщиков.
Арена названа в честь сэра Джона Роберта Мадейски, президента ФК «Рединг».

## Текущий состав
Состав команды на сезон 2017/18:

## Игроки прошлых лет
- Делон Армитидж[англ.]
- Макс Лахифф[англ.]
- Хуан Мануэль Легисамон
- Джастин Бишоп
- Конор О’Ши
- / Стивен Бэчоп
- Сеилала Мапусуа
- Офиса Тревиранус
- Айзек Феаунати
- Джон Ансбро